# Eyre de Lanux
Retrato de Eyre de Lanux, por volta de 1925, por Arnold Genthe
Eyre de Lanux ([ɛər] AIR; nascida Elizabeth Eyre; Johnstown, Pensilvânia, 20 de março de 1894 — Nova Iorque, 8 de setembro de 1996) foi uma artista, escritora e designer americana. De Lanux é mais conhecida por desenhar móveis lacados e tapetes com padrões geométricos, no estilo Art déco, em Paris durante a década de 1920. Mais tarde, ilustrou vários livros infantis. Morreu em Nova Iorque aos 102 anos.

## Infância, educação e artes plásticas
Ela nasceu em Johnstown, Pensilvânia, filha mais velha de Richard Derby Eyre (1869–1955) e Elizabeth Krieger Eyre (falecida em 1938). Estudou arte na Liga de estudantes de Arte de Nova York, em Manhattan, com Edwin Dickinson, George Bridgman, Robert Henri e Charles Hawthorne.
De Lanux expôs duas pinturas, L'Arlesienne e Allegro, na primeira exposição anual da Sociedade de Artistas Independentes em 1917.
Em 1918, conheceu e casou-se com o escritor e diplomata francês Pierre Combret de Lanux (1887–1955) em Nova Iorque. Após o fim da Primeira Guerra Mundial, mudaram-se para Paris. Ela estudou em Paris no início da década de 1920 na Academia Colarossi e na Academia Ranson, onde teve como professores Maurice Denis, Demetrios Galanis e Constantin Brâncuși. Sua filha, Anne-Françoise, apelidada de “Bikou”, nasceu em 19 de dezembro de 1925.
Em 1943, de Lanux foi incluída na Exposição de 31 Mulheres, de Peggy Guggenheim, na galeria Art of This Century, em Nova Iorque.

## Relações pessoais
Quando os recém-casados se estabeleceram em Paris, seu círculo social incluía André Gide, Ernest Hemingway e Bernard Berenson. Embora casada, de Lanux era bissexual. Ela é mais conhecida por ser uma das muitas amantes de longa data da escritora e artista lésbica Natalie Clifford Barney.
Entre seus outros amantes estavam Pierre Drieu La Rochelle e Louis Aragon.
Em parte devido à biografia precoce de Barney escrita por Jean Chalon, publicada em inglês como Portrait of a Seductress: The World of Natalie Barney, ela se tornou mais conhecida por seus muitos relacionamentos do que por seus escritos ou seu salão literário.

## Design
Seus designs chamaram a atenção pela primeira vez no início da década de 1920 e eram frequentemente exibidos com os dos designers Eileen Gray e Jean-Michel Frank. Enquanto ainda estava na França, ela escreveu contos sobre suas viagens pela Europa. Em 1955, seu marido faleceu. Pouco tempo depois, ela voltou para os Estados Unidos e, na década de 1960, escreveu para a revista Harper's Bazaar.
Nos seus últimos anos, escreveu e ilustrou vários livros infantis. Faleceu aos 102 anos, no lar de idosos Dewitt Nursing Home, em Manhattan.